# Semoutiers-Montsaon
Semoutiers-Montsaon település Franciaországban, Haute-Marne megyében. Lakosainak száma 723 fő (2022. január 1.). Semoutiers-Montsaon Blessonville, Bricon, Buxières-lès-Villiers, Chaumont, Richebourg és Villiers-le-Sec községekkel határos.

## Népesség
A település népessége az elmúlt években az alábbi módon változott:
| Lakosok száma | 303  | 413  | 572  | 864  | 855  | 793  | 769  | 741  | 733  | 723  |
|               | 1968 | 1982 | 1990 | 2006 | 2013 | 2015 | 2017 | 2019 | 2020 | 2022 |